# 경주타워
경주타워(慶州타워, 영어: Gyeongju Tower)는 황룡사 9층 목탑을 음각으로 디자인한 경상북도 경주시의 유리 타워이다. 맞은편에 황룡사 9층 목탑을 복원한 모습의 중도타워가 있다.
2007년 8월 14일 준공되었으며, 경주세계문화엑스포 조직위원회가 경주세계문화엑스포공원 안에 건립한 상징 건축물이다. 높이 82m, 직육면체 유리벽 건물에 황룡사 9층 목탑의 실루엣을 뚫었다. 2004년 경주세계문화엑스포 조직위원회가 실시한 공모전에 이타미 준 건축연구소의 유동룡(이타미 준)이 2004년 7월 창조종합 건축사무소와 공동으로 제출한 설계안을 도용하여 지었다. 이 설계안은 건축 자격이 주어지지 않는 가작 우수상을 받았었다. 현재 경주타워를 설계한 동남아태 건축사사무소의 전재우 대표는 "여러 가지 형태로 디자인해 자문위원회를 거쳐 현재 경주타워로 정한 것이며, 가작 우수상을 받은 해당 설계안은 보지도 못했고 도용했다는 것도 말도 안된다"고 주장하였다.

## 역사
2004년에 건립할 계획이 있고 착공하였고 2006년에 경주의 새로운 상징 건축물을 건립한다. 천년의 빛을 비춘다고 한다. 경주 엑스포공원 종합테마파크를 조성한다고 한다. 2007년 경주 보문단지가 다시 살아난다고 하고 황룡사 9층 목탑을 음각화한 디자인이고 외관이 유리로 건축됐다. 2007 경주 세계 문화 엑스포를 앞두고 완공할 예정이다. 8월 14일에 완공되었다. 9월 2007 경주 세계 문화 엑스포가 개최되었다. 2008년 경주엑스포공원 인기가 있다. 2011년 경주엑스포가 개최되었다.

## 높이
높이는 82m이다. 황룡사 9층 목탑의 높이와 같다. 82m의 전망대가 있다. 완공 당시 경주시에서 가장 높은 탑이 되었다. 중도타워가 완공되기 전까지는 경주시에서 가장 높은 탑이었다. 중도타워가 완공된 후 경주타워보다 높은 탑이 되었다. 현재 중도타워가 가장 높은 탑이다.

## 특징
전망대, 스카이라운지, 점포 등이 있다. 구조는 철골조고 유리 및 알루미늄이 있다. 엘리베이터 2대가 있다. 경주 엑스포를 앞두고 완공했다. 완공 후 경주 엑스포가 개최된 적이 있었다. 경주타워에서 경주엑스포대공원과 보문단지를 한 눈에 볼 수 있다. 조망 관람을 할 수 있다. 높은 곳에서 중도타워 등이 보인다. 경주시의 풍경을 볼 수 있다.

## 내부 시설
지상 3층, 지하 1층, 높이는 82ｍ, 내부는 일반에 공개되었는데 1층부터 3층까지다.
| 층수     | 시설       |
| -------- | ---------- |
| 3층      | 전망대     |
| 2층      | 카페       |
| 1층      | 전시공간   |
| 지하 1층 | 지하주차장 |

## 논란
이에 건축주인 경주세계문화엑스포 재단법인을 저작권법 위반으로 형사 고소했지만 두 차례 기각되었다. 재정 신청 마저 무산되고 민사 손해배상 청구소송도 1심에서 패소하였다. 그러나 민사 손해배상 청구소송의 항소심에서 반전이 일어났고 결국 대법원에서 원고 승소 판결이 났다. 보상액은 공모전 우승상금에 이자를 붙인 5000만 원으로 정해졌다. 그러나 설계안 당사자인 유동룡(이타미 준)은 대법원의 판결이 있기 한 달 전 2011년 6월, 74세 나이로 숨을 거두어, 승소 판결을 지켜보지 못하고 세상을 뜨고 말았다.

## 같이 보기
- 경상북도의 마천루 목록
- 경주시의 마천루 목록
- N서울타워
- 63빌딩